# Музей Марины и Анастасии Цветаевых (Феодосия)
Музей Марины и Анастасии Цветаевых — мемориальный музей в городе Феодосии в Крыму. С 2015 года входит в состав Государственного бюджетного учреждения Республики Крым «Историко-культурный, мемориальный музей-заповедник «Киммерия М. А. Волошина»».

## Жизнь и творчество сестёр Цветаевых в Крыму
В Феодосию сестры Цветаевы приезжали неоднократно, на короткое время, начиная с 1911 года. Этот город был хорошо знаком им. Большая дружба связывала М. и А. Цветаевых с постоянно жившим в Крыму поэтом М. Волошиным. В 1913 году, похоронив отца — И. В. Цветаева — сёстры принимают решение оставить Москву и провести зиму в Феодосии:

Из всех городов прошлого сильнее всего позвал нас город, где мы были так счастливы два года тому назад…
— А. Цветаева
Марина и Сергей Эфрон с дочерью Ариадной сняли квартиру на даче А. Ф. и Э. М. Редлихов по ул. Анненской (ныне ул. Шмидта, 14), Анастасия с мужем Борисом Трухачевым и сыном Андреем поселилась на ул. Бульварной (ныне ул. В. Коробкова, 13).

Я снимала… домик на Бульварной улице. Дом был с приподнятым фундаментом, так что второй этаж был довольно высоким. Здесь было три комнаты: столовая, моя комната и детская. Квартира была угловая… Марина жила в минутах десяти от меня, вверх по отлогой горе… Садик вокруг низкого длинного домика был густой, уютный, веселый, с холма был вид на море… Комнатки, где жили Марина с Сережей, Алей и няней, были низкие, старенькие; старинная простенькая мебель радовала глаз пуфами, диванчиком, ламповым абажуром, картиной в поблекшей раме. Створки окон, распахнутые в низкие кусты, впускали запах дрока — он звал в Коктебель… <…> … я их помню, и я говорю: Марина была счастлива с её удивительным мужем, с её изумительной маленькой дочкой — в те предвоенные годы. Марина была счастлива.
— А. Цветаева
В Феодосии Цветаевы вошли в круг друзей и знакомых М. Волошина, познакомились с многочисленными потомками семейства И. К. Айвазовского.
Ощущение Феодосии М. Цветаевой передано в её стихотворении, написанном 14 февраля 1914 года:

Над Феодосией угас

Навеки этот день весенний,

И всюду удлиняет тени

Прелестный предвечерний час.

Захлебываясь от тоски,

Иду одна, без всякой мысли,

И опустились и повисли

Две тоненьких моих руки.

Иду вдоль генуэзских стен,

Встречая ветра поцелуи,

И платья шелковые струи

Колеблются вокруг колен.

И скромен ободок кольца,

И трогательно мал и жалок

Букет из нескольких фиалок

Почти у самого лица.

Иду вдоль крепостных валов,

В тоске вечерней и весенней.

И вечер удлиняет тени,

И безнадежность ищет слов.

Это пребывание Цветаевых в Феодосии продолжилось с октября 1913 года по июнь 1914 года.

## История создания музея
Активная работа по созданию музея по феодосийским адресам Цветаевых начала осуществляться в 1990-е годы усилиями И. М. Двойниной и её сподвижников. Инициатива встретила поддержку в лице куратора культуры феодосийского региона В. Д. Болотского.
В 1999 году на обоих зданиях были установлены мемориальные доски.
В 2001 году музей был официально зарегистрирован как отдел заповедника «Киммерия М. А. Волошина». К сожалению, то помещение, где снимала квартиру Анастасия Цветаева, получить под размещение музея не удалось — он расположен в соседнем подъезде. Экспозиционная идея: Надежда Садовская, архитектурно-художественный проект: Светлана Арефьева. Большое счастье, что в современной Феодосии удалось обнаружить вещи, предметы быта, мебель начала XX века. Сохранился гарнитур дачи Редлихов, которым могли пользоваться сестры Цветаевы. Сохранена ручка от калитки, которая вела во двор квартиры Анастасии Цветаевой. Всего собрано более тысячи экспонатов.
Финансовая помощь музею при создании была оказана банком ВТБ (Москва) и Феодосийским предприятием по обеспечению нефтепродуктами.
Открытие музея состоялось 6 июля 2009 года в присутствии городского головы Феодосии А. В. Бартенева.
Расширение и обустройство музея продолжаются, планируется открытие зала-галереи для литературных вечеров и выставок.

## Галерея

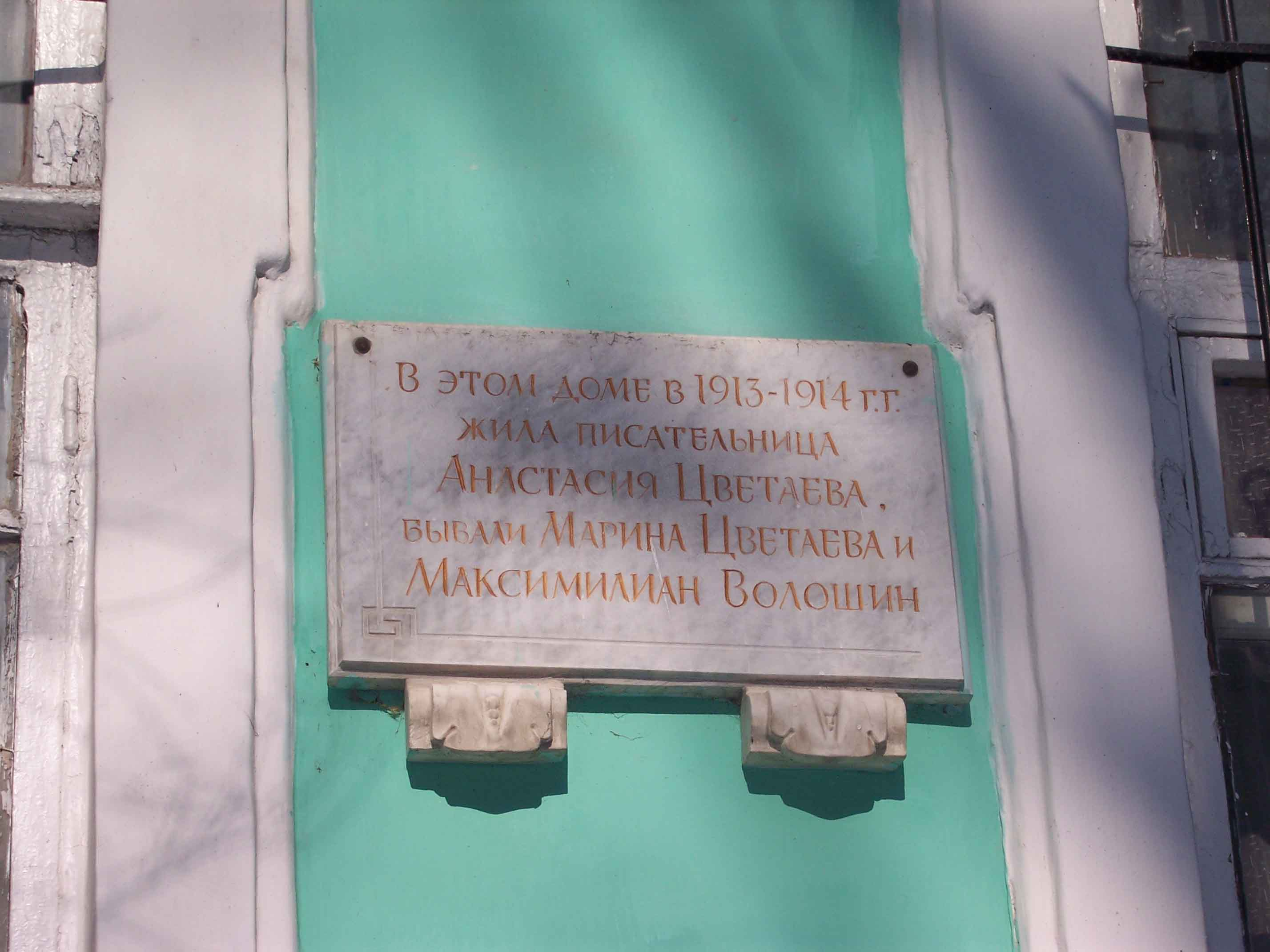
Памятная доска на здании по ул. В. Коробкова, 13
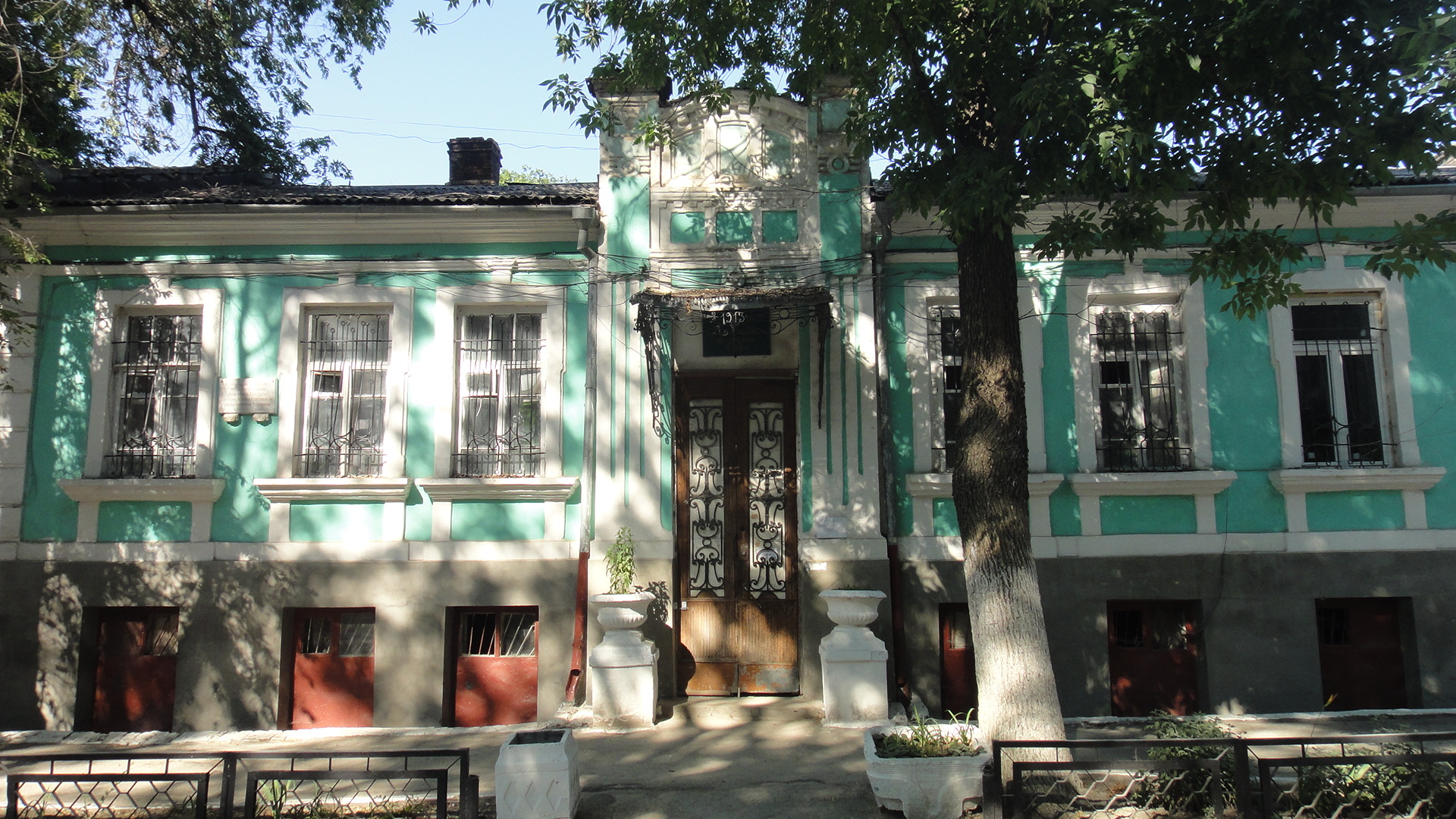
Квартира, снимаемая А. Цветаевой в 1913 году. Феодосия, ул. Коробкова, д. 13, подъезд 1
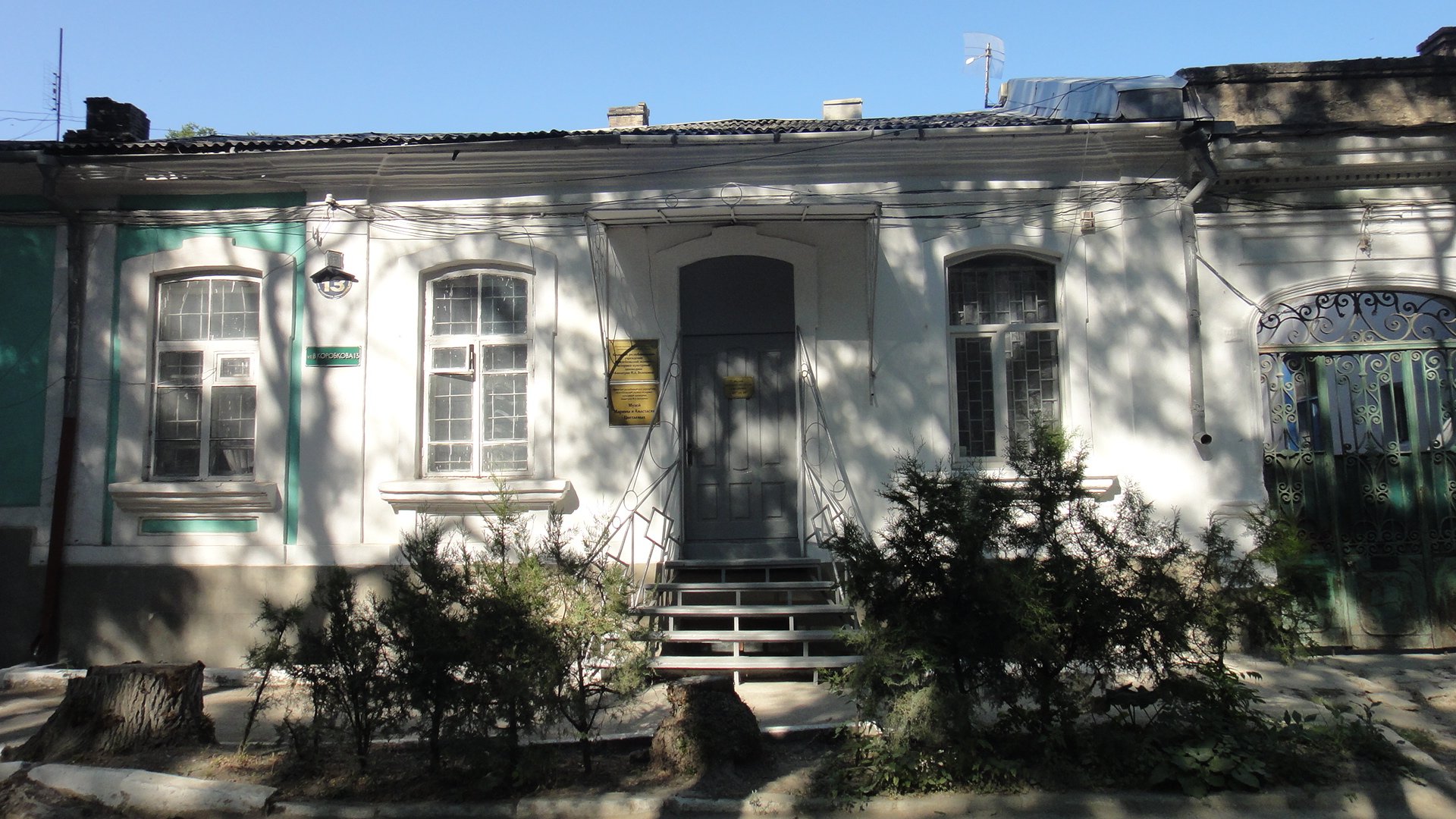
Музей сестёр Цветаевых. Феодосия, ул. Коробкова, д. 13, подъезд 2
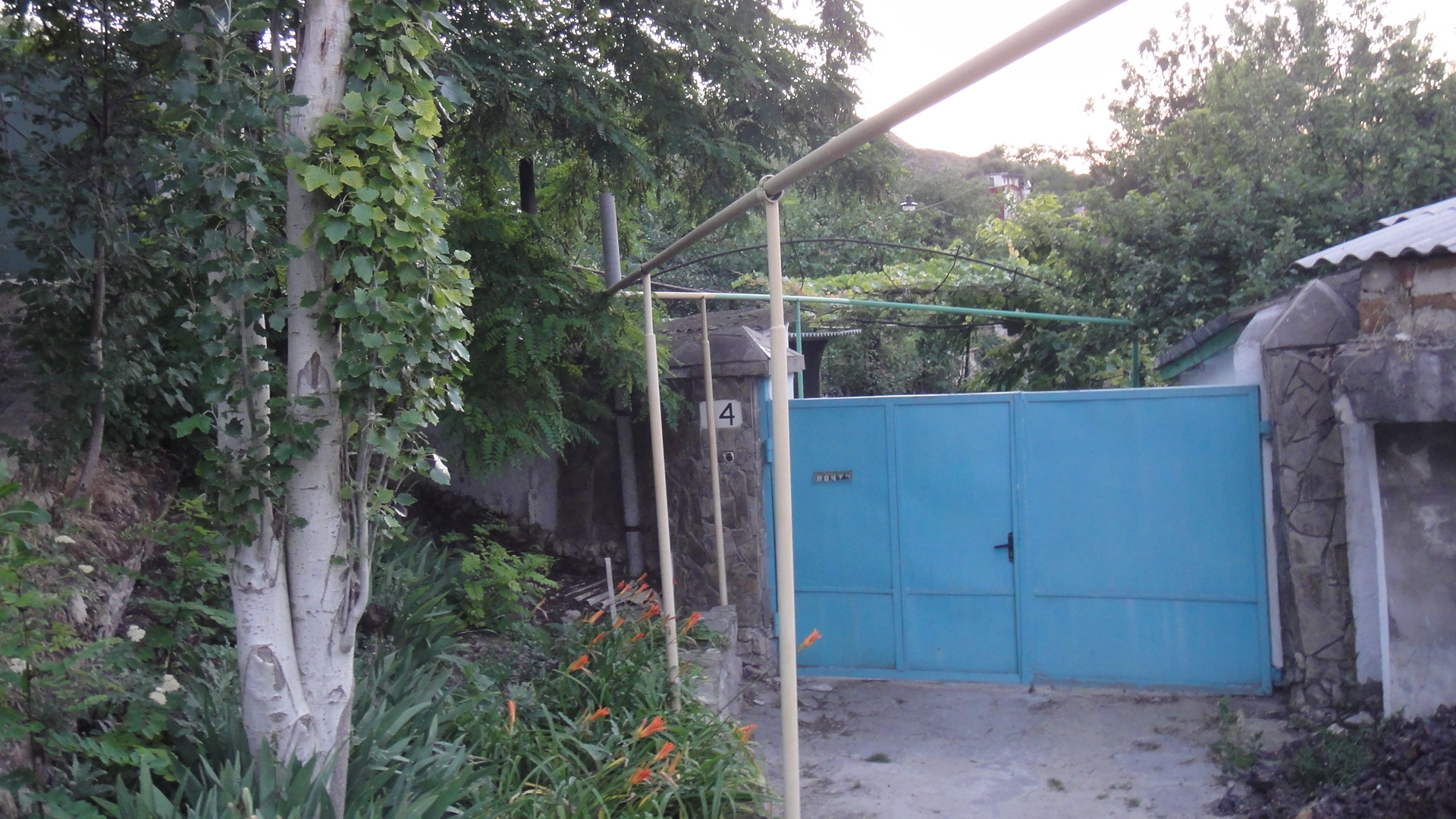
Дача Редлихов в Феодосии
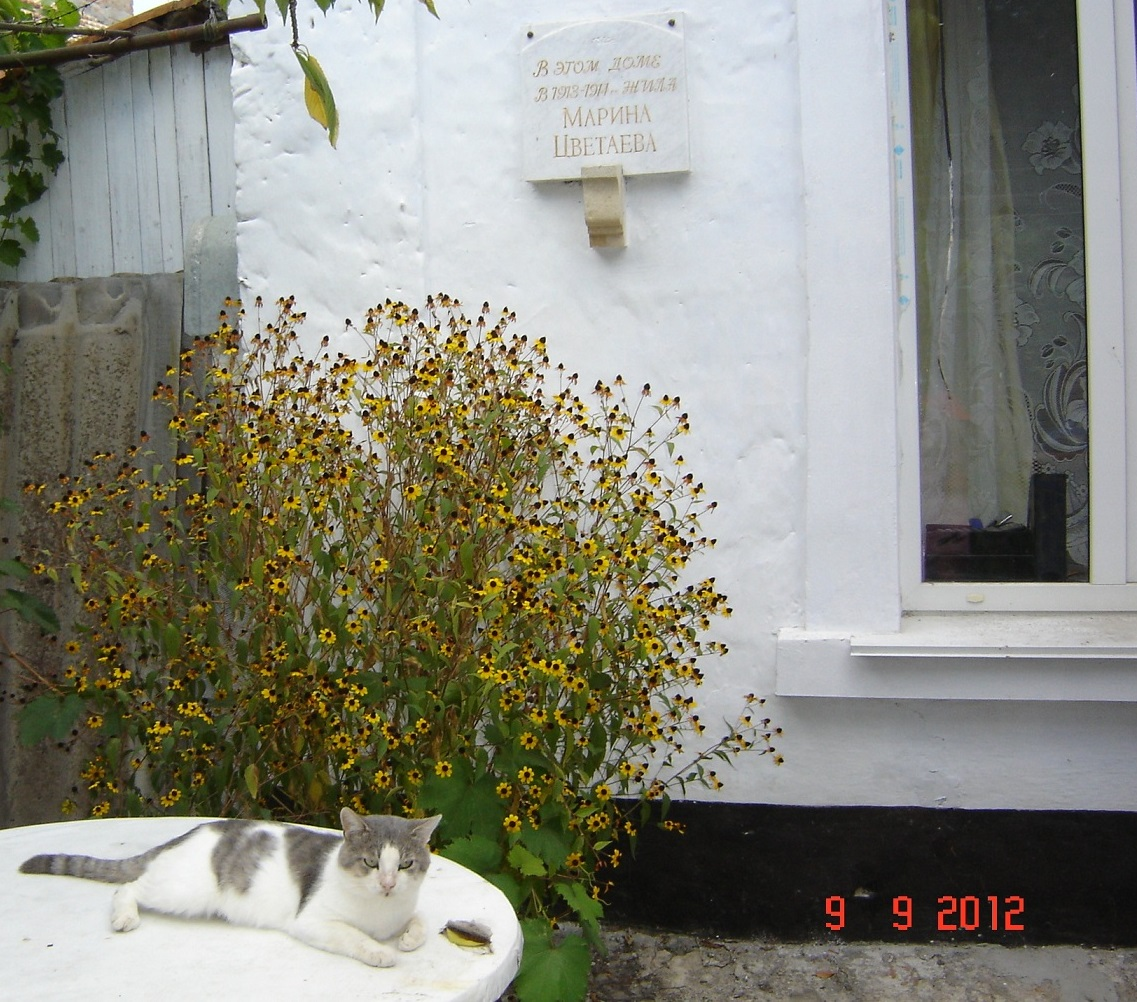
Дача Редлихов. Вид со двора
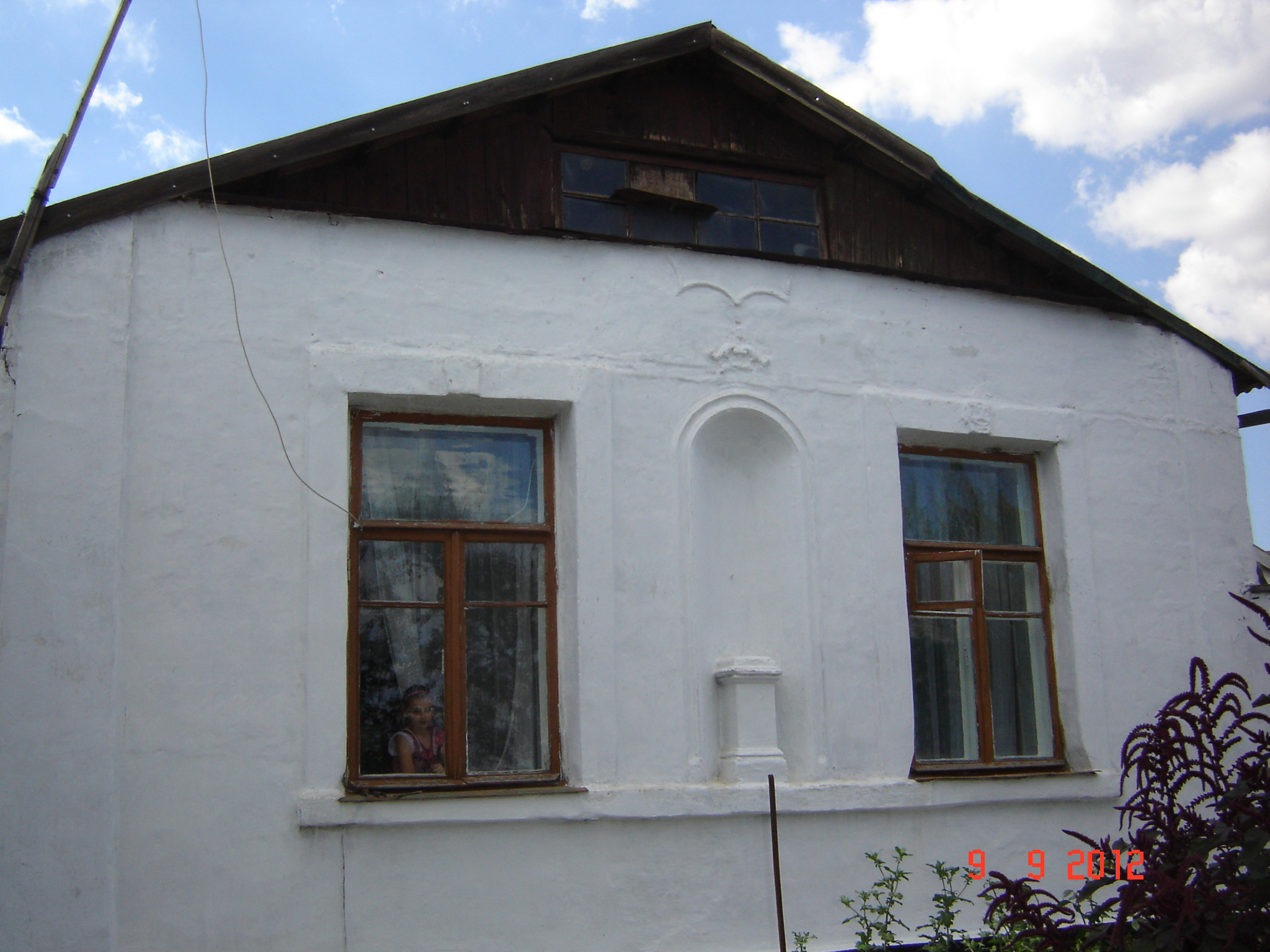
Дача Редлихов. Вид со двора